# Блек Чайна
Анджела Рене Уайт (родена на 11 май 1988 г.), известна професионално като Blac Chyna , е американски модел и представител на хайлайфа.
Първоначално става известна през 2010 г. като дубльор на Ники Минаж в музикалното видео към песента „Monster“ на Кание Уест. Тя привлича по-широко медийно внимание, след като същата година името ѝ е споменато в песента „Miss Me“ на Дрейк, което довежда до редица изяви в списания, включително снимки за кориците на Dimepiece , Straight Stuntin и Black Men's Magazine.
През 2014 г. стартира своя собствена марка за грим („Lashed by Blac Chyna“) и отваря салон за красота в Енсино, Лос Анджелис. Оттогава Блек Чайна прави редица медийни изяви, включително в собствените си телевизионни риалити предавания Rob & Chyna и The Real Blac Chyna.